# Alena Valčėckaja
Alena Uladzimiraŭna Valčėckaja, coniugata Cjunjankova (in bielorusso Алена Уладзіміраўна Валчэцкая-Цюнянкова?, in russo Елена Владимировна Волчецкая-Тюненкова?, Elena Vladimirovna Volčeckaja-Tjunjankova; Hrodna, 4 dicembre 1944), è un'ex ginnasta sovietica, dal 1991 bielorussa.

## Palmarès

### Olimpiadi
- 1 medaglia:
  - 1 oro (Tokyo 1964 nel concorso a squadre)